# St. Johannes (Eisdorf)

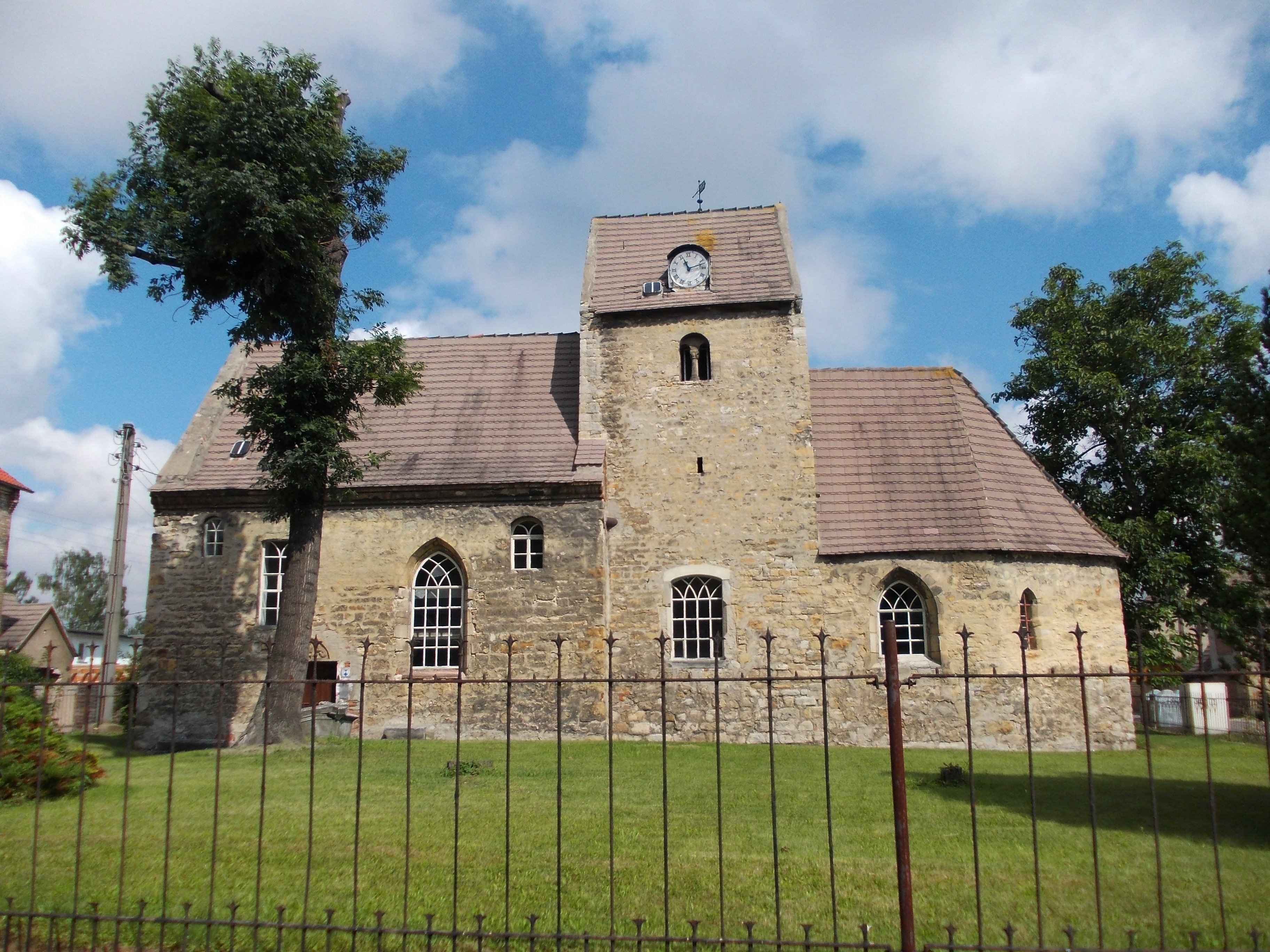
St. Johannes in Eisdorf

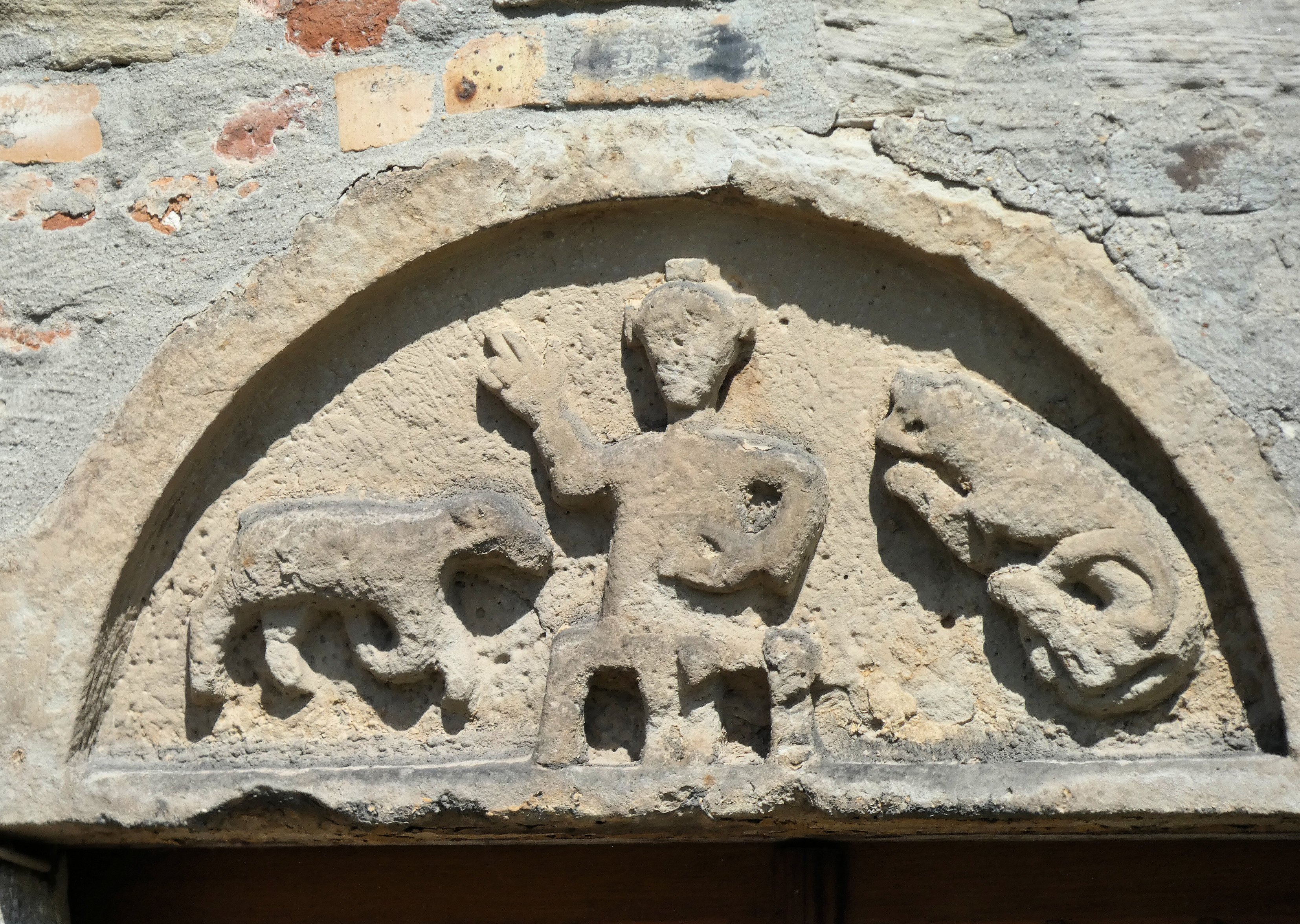
Tympanon

St. Johannes ist eine denkmalgeschützte evangelische Kirche im Ort Eisdorf der Gemeinde Teutschenthal in Sachsen-Anhalt. Im örtlichen Denkmalverzeichnis ist sie unter der Erfassungsnummer 094 55613 als Baudenkmal verzeichnet.

## Beschreibung
Das Johannes dem Täufer geweihte Sakralgebäude ist eine Ostturmkirche. Der Turm befindet sich heute zwischen dem Kirchenschiff und dem Chor. Der Chor entstand aus dem Umbau der Apsis. Die Fenster stammen aus drei verschiedenen Bauepochen und weisen eine runde, eine spitzbogige und eine flachbogige Form auf. 

## Geschichte
Um 1150 wurde die Eisdorfer Kirche als Chorturmkirche aus Bruchsteinen errichtet. Um 1500 wurde die romanische Apsis entfernt und stattdessen ein deutlich größerer, gotischer Chor mit 5/8-Schluss angefügt. In selbiger Zeit entstand auch ein gotischer Schnitzaltar, der im 19. Jahrhundert stark verwahrlost war und an das Provinzialmuseum Halle verkauft wurde. Um 1750 wurde das Kirchenschiff vergrößert und eine neue Innenausstattung eingebaut. 1880 erhielt die Kirche einen neuen Altar, der die Predella eines anderen Altars als Bild verwendet. In den 1990er Jahren wurde die Kirche umfassend saniert.

## Architektur und Ausstattung
Die Kirche ist eine einschiffige Saalkirche mit rechteckigem Chorturm und polygonalem Chorabschluss. Das Kirchenschiff ist rechteckig. Die Fenster sind großteils als spitzbogige Öffnungen gebaut. Bemerkenswert ist das Tympanon über dem Eingangsportal, welches Christus und zu seiner Linken ein Lamm, zur Rechten einen springenden Löwen zeigt. Das Innere besitzt flache Holzdecken. Der Altar zeigt heute eine bildliche Reproduktion des ehemaligen gotischen Altars, der heute in Berlin steht. Die Kanzel steht heute ebenerdig auf einem Steinsockel und zeigt Bilder der vier Evangelisten. Die Empore ist schlicht und eingeschossig, sie umfasst hufeisenförmig den Raum.

## Orgel
Die heutige Orgel wurde 1881 von August Apel aus Querfurt erbaut. Das einmanualige Werk mit 8 klingenden Stimmen besitzt mechanische Schleifladen und einen rundbogigen Prospekt. 2004 wurde die Orgel umfassend saniert.

## Glocken
Die heutige Glocke (Nominal: h′) wurde zu Beginn des 15. Jahrhunderts durch einen unbekannten Gießer geschaffen. Das Joch und der Glockenstuhl stammen aus dem Jahr 1785. 1917 musste eine zweite Glocke zu Kriegszwecken abgegeben werden. 1995 erhielt die Glocke eine neue Glockensteuerung. Das Instrument ist mit dem Namen „Osanna“ und gotischen Minuskeln sowie Brakteaten verziert.